# Rubinstein-Verhandlungsmodell
Das Rubinstein-Verhandlungsmodell (auch Rubinstein Verhandlungslösung) ist ein von Ariel Rubinstein (1982) diskutiertes Modell der nicht-kooperativen Verhandlungen. Dieses Modell gehört zur Spieltheorie bzw. Verhandlungstheorie.
Ausgangspunkt ist eine Situation, in der zwei Individuen eine Anzahl möglicher vertraglicher Vereinbarungen treffen können. Beide haben Interesse daran, dass eine Vereinbarung getroffen wird, doch ihre Präferenzen sind nicht völlig identisch. Unter der Annahme der Theorie der rationalen Entscheidung, dass beide rational handeln, soll ein Lösungsvorschlag bzw. der Vertrag gefunden werden, den beide Individuen annehmen würden.

## Das Modell
Zwei Spieler wollen einen Kuchen der Größe 1 unter sich aufteilen. Bedingung hierfür ist, dass sie sich über die Anteile, die jeder bekommen soll, einig werden. Spieler 1 beginnt und gibt ein Gebot der Größe {\displaystyle {\begin{aligned}x\in [0,1]\end{aligned}}} ab. Folglich würde Spieler 2 {\displaystyle {\begin{aligned}(1-x)\end{aligned}}} bekommen. Akzeptiert Spieler 2 diesen Vorschlag, endet das Spiel und der Kuchen wird, wie von Spieler 1 vorgeschlagen in {\displaystyle {\begin{aligned}(x,1-x)\end{aligned}}}  aufgeteilt. Nimmt aber Spieler 2 das Angebot von Spieler 1 nicht an, so beginnt die nächste Verhandlungsperiode und Spieler 2 macht ein Angebot {\displaystyle {\begin{aligned}y\in [0,1]\end{aligned}}}. Das heißt, {\displaystyle {\begin{aligned}y\end{aligned}}} ist der Anteil, den Spieler 1 erhalten würde und {\displaystyle {\begin{aligned}(1-y)\end{aligned}}} ist der Anteil, den Spieler 2 erhalten würde. Nimmt Spieler 1 das Angebot an, ist das Spiel beendet und der Kuchen wird in {\displaystyle {\begin{aligned}(y,1-y)\end{aligned}}}  aufgeteilt. Nimmt aber Spieler 1 das von Spieler 2 vorgeschlagene Gebot nicht an, beginnt eine dritte Verhandlungsperiode und Spieler 1 wird wieder ein Angebot machen. Der Verhandlungsprozess kann also potentiell unendlich lange dauern.
Die Verhandlung ist stationär, da sich beide Spieler in jeder Runde gleich entscheiden müssen welches Angebot sie vorschlagen sollen und ob sie das Angebot annehmen sollen. Das Angebot einer Runde ist unabhängig von den Angeboten aus vorherigen Runden. Da die Spieler nicht aus der Vergangenheit lernen (gilt unter der Annahme: Vollständige Information), sieht das Verhandlungsspiel in der Zukunft immer gleich aus.

## Formale Darstellung
Erfolgreiche Verhandlungsergebnisse werden allgemein durch Tupel {\displaystyle (s,t),s\in [0,1],t\in \mathbb {N} _{0}} dargestellt. Hier ist {\displaystyle {\begin{aligned}s\end{aligned}}} der Anteil von Spieler 1 am Gesamtbetrag, unabhängig davon welcher Spieler diesen Vorschlag gemacht hat. Es wird angenommen, dass die Spieler die Verträge, die aus den Verhandlungen resultieren gegeben ihrer Präferenzrelation {\displaystyle {\begin{aligned}\succsim _{i}(i=1,2)\end{aligned}}} über {\displaystyle {\begin{aligned}([0,1])\times \mathbb {N} _{0}\end{aligned}}} ordnen können.  Die Nutzenfunktion der Spieler sind {\displaystyle {\begin{aligned}(U_{1},U_{2})=(s_{1},(1-s_{1}))\end{aligned}}}  in der 1. Runde, bzw. {\displaystyle {\begin{aligned}(U_{1},U_{2})=(s_{2},1-s_{2})\end{aligned}}} in der 2. Runde.

### Der Spielbaum

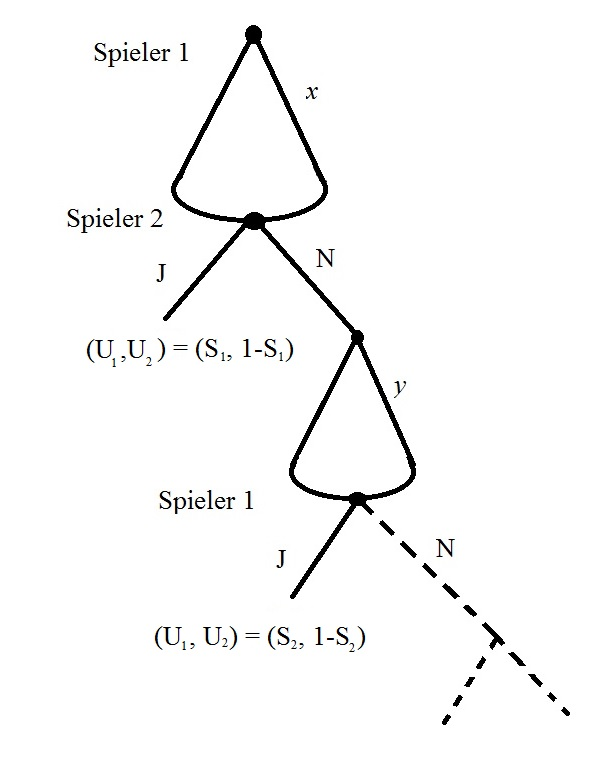
Spielbaum des Rubinstein-Spiels (Der Spielbaum zeigt den Verlauf einer Verhandlung. Die Spieler geben abwechselnd Gebote ab und nicht gleichzeitig unter Berücksichtigung der Annahme der vollständigen Information.)

Die Extensivform dieses Verhandlungsspieles wird mit Hilfe eines Spielbaums abgebildet. Jede Verhandlungsperiode besteht aus zwei Stufen, wobei die erste Stufe einen Aufteilungsvorschlag zeigt, den der Gegenspieler auf der folgenden Stufe annehmen kann ("J") oder ablehnen kann ("N"). Der Endpunkt eines Spielbaums wird durch ein Tupel {\displaystyle {\begin{aligned}(x,t)\end{aligned}}}, bzw. {\displaystyle {\begin{aligned}(y,t)\end{aligned}}} bezeichnet. Damit wird nicht nur die aus dem Vertrag resultierende Gesamtaufteilung {\displaystyle {\begin{aligned}(x,1-x)\end{aligned}}} bzw. {\displaystyle {\begin{aligned}(y,1-y)\end{aligned}}} dargestellt, sondern auch den Endzeitpunkt {\displaystyle {\begin{aligned}t\end{aligned}}} für den jeweiligen Verhandlungsprozess. Möchte man ein Spiel vollständig beschreiben, muss man die jeweiligen Nutzenfunktionen der Spieler auf den Endpunkten des Spielbaums definieren.

## Annahmen im Modell
Die Spieler können die Resultate einer Verhandlung gemäß ihrer Präferenzrelation {\displaystyle {\begin{aligned}(i=1,2)\end{aligned}}} über {\displaystyle {\begin{aligned}([0,1])\times \mathbb {N} _{0}\end{aligned}}} bewerten und ordnen. Es gelten für die Präferenzen der Spieler folgende Annahmen:
Monotonieannahme
Spieler 1 zieht einen Vertrag, der ihm einen Anteil von {\displaystyle {\begin{aligned}s\end{aligned}}}  zusichert immer einer Aufteilung von {\displaystyle {\begin{aligned}s'\end{aligned}}} vor, solange {\displaystyle {\begin{aligned}s\end{aligned}}} ihm den größeren Anteil sichert {\displaystyle {\begin{aligned}\to (s>s')\end{aligned}}} ;
Ungeduldannahme
Zukünftige Aufteilung ist weniger wert als jetzige;
Stetigkeitsannahme
Kleine Änderungen im Vertrag über die Aufteilung zwischen den Spielern bewirken genauso kleine Änderungen in der Präferenz für einen solchen Vertrag;
Stationaritätsannahme
Der Aufbau einer Verhandlung bleibt in jeder Periode konstant, das heißt unabhängig von den Geboten aus vorherigen Perioden, muss ein Spieler ein Gebot abgeben und der andere Spieler kann es annehmen oder ablehnen (Spieler lernen nicht aus der Vergangenheit).
Vollständige Information
Alle Spieler kennen ihre Zeitpräferenz und die ihres Gegenspielers.

### Ungeduld im Modell
Zentrale Annahme ist, dass die Spieler nicht nur ihren Anteil am Kuchen {\displaystyle {\begin{aligned}x\end{aligned}}} bewerten (bzw. {\displaystyle {\begin{aligned}(1-x)\end{aligned}}} für Spieler 2), sondern sie bewerten auch den Zeitpunkt {\displaystyle {\begin{aligned}t\end{aligned}}} , zu dem sie das Kuchenstück erhalten. Diese Annahme wird Ungeduld genannt. Das bedeutet, dass einem Spieler eine Auszahlung zum Zeitpunkt {\displaystyle {\begin{aligned}t\end{aligned}}} mehr Wert ist als zum Zeitpunkt {\displaystyle {\begin{aligned}(t+1)\end{aligned}}}. In einem teilspielperfekten Gleichgewicht kann die Verhandlung nicht unendlich viele Perioden haben, da es sonst zu Auszahlungen von Null kommen würde. Ungeduld lässt sich mit Hilfe der Diskontierung, bzw. des Diskontfaktors {\displaystyle {\begin{aligned}\delta ={\frac {1}{1+r}}\end{aligned}}},  {\displaystyle {\begin{aligned}r={\text{Zinssatz}}\end{aligned}}} darstellen :
- {\displaystyle {\begin{aligned}r=0\end{aligned}}} und {\displaystyle {\begin{aligned}\delta =1\end{aligned}}}, Verhandlungsresultate werden nicht diskontiert und die Spieler sind extrem geduldig
- {\displaystyle {\begin{aligned}r=\uparrow \end{aligned}}} und {\displaystyle {\begin{aligned}\delta =\downarrow \end{aligned}}}, Verhandlungsresultate werden diskontiert mit jeder Periode und die Spieler sind ungeduldig
- {\displaystyle {\begin{aligned}r\to \infty \end{aligned}}} und  {\displaystyle {\begin{aligned}\delta \to 0\end{aligned}}}, Spieler sind extrem ungeduldig und das hat zur Folge, dass Verhandlungsergebnisse in der 2. Runde nichts mehr wert sind.[2]

### Kritik
Der Stationaritätsannahme wird widersprochen in Hinblick auf die Ungeduld von Spielern. Auf morgen zu warten erscheint Individuen schlimmer im Vergleich zu einer Erhöhung der Wartezeit von 100 Tagen auf 101 Tagen.
Vollständige Information beschreibt einen Zustand, in der die Spieler Zeitpräferenzen und Präferenzen über die Aufteilung des Kuchens beobachten können. Jedoch ist in der Realität {\displaystyle {\begin{aligned}\delta \end{aligned}}} nur schwer zu bestimmen oder zu beobachten. Es existiert eine Form der Ungeduld in Verhandlungen und mögliche Extremfälle wie {\displaystyle {\begin{aligned}\delta =0\end{aligned}}} existieren, jedoch wäre der Gegenspieler eigennützig würde er dies nicht zugeben, da jede Form von Drohungen seinerseits unglaubwürdig wären.

## Gleichgewichtslösung

### Nash-Gleichgewicht
Der Vertrag {\displaystyle {\begin{aligned}(x^{*},(y^{*}=1-x^{*}))\end{aligned}}} ist ein Nash-Gleichgewicht, wenn keiner der Spieler Anreize hat vom gleichgewichtigen Gebot abzuweichen, gegeben dessen was der Gegenspieler tut.

#### Ablauf
Das Nash-Gleichgewicht, welches in einer Verhandlung erreicht wird, besteht aus zwei Teilen:
1. Wenn Spieler 1 an der Reihe ist (in den ungeraden Perioden ist dies der Fall), wird er immer {\displaystyle {\begin{aligned}x^{*}\end{aligned}}} vorschlagen. Spieler 2 wird jedes {\displaystyle {\begin{aligned}x\end{aligned}}} ablehnen, wenn {\displaystyle {\begin{aligned}x>x^{*}\end{aligned}}}, denn dann ist {\displaystyle {\begin{aligned}1-x<1-x^{*}\end{aligned}}} . Spieler 2 wird also  {\displaystyle {\begin{aligned}x\end{aligned}}} annehmen, wenn {\displaystyle {\begin{aligned}x\leq x^{*}\end{aligned}}}.
2. Wenn Spieler 2 an der Reihe ist (in den geraden Perioden), wird er immer {\displaystyle {\begin{aligned}y^{*}\end{aligned}}} vorschlagen. Spieler 1 lehnt alle Gebote {\displaystyle {\begin{aligned}y\end{aligned}}} ab, wenn  {\displaystyle {\begin{aligned}y>y^{*}\end{aligned}}}. Falls aber {\displaystyle {\begin{aligned}y\leq y^{*}\end{aligned}}} gilt, wird Spieler 1 annehmen.

#### Interpretation
Befindet sich Spieler 2 in der Situation 1 und lehnt das Angebot  {\displaystyle {\begin{aligned}x^{*}\end{aligned}}} von Spieler 1 ab, so geht er davon aus, dass er in Situation 2 das für ihn vorteilhaftere Angebot {\displaystyle {\begin{aligned}y^{*}\end{aligned}}} durchsetzten kann. Spieler 1 kann kein anderes Angebot als {\displaystyle {\begin{aligned}x^{*}\end{aligned}}} anbieten, da er davon ausgeht, dass Spieler 2 sich gegeben Situation 1 verhält. Gegeben ein passendes {\displaystyle {\begin{aligned}y^{*}\end{aligned}}}, existiert ein Nash-Gleichgewicht für jedes {\displaystyle {\begin{aligned}x^{*}\end{aligned}}}.

##### First-Mover-Advantage
First-Mover-Advantage beschreibt die Möglichkeit die Ausgangslage des nachfolgenden Spiels zu bestimmen, in dem ein Spieler beginnt.
Man gehe davon aus, dass {\displaystyle {\begin{aligned}x^{*}\end{aligned}}}  und {\displaystyle {\begin{aligned}y^{*}\end{aligned}}} nicht näher bestimmt sind. Beginnt die Verhandlung mit einer ungeraden Periode, also Spieler 1 macht das erste Gebot, so wird das Nash-Gleichgewicht {\displaystyle {\begin{aligned}(x^{*},1-x^{*})\end{aligned}}} erreicht, gegeben Spieler 2 verhält sich so, wie in Situation 1 angenommen.
Beginnt Spieler 2, so wird er {\displaystyle {\begin{aligned}y^{*}\end{aligned}}} anbieten, da Spieler 2 von Situation 2 ausgeht. Gilt die Annahme für das Verhalten von Spieler 1 gegeben Situation 2, so kann Spieler 2 ein Gebot für {\displaystyle {\begin{aligned}y^{*}\end{aligned}}}, dass sehr nahe an 1 liegt und Spieler 1 würde nicht ablehnen.

#### Ergebnis
Sowohl in Situation 1 als auch 2 stellen Strategien, die durch die Auszahlungen {\displaystyle {\begin{aligned}x^{*}\end{aligned}}}  und {\displaystyle {\begin{aligned}y^{*}\end{aligned}}} ausgedrückt werden ein Nash-Gleichgewicht dar. Jedoch impliziert dies nicht, dass das gefundene Gleichgewicht auch teilspielperfekt ist. Sowohl Spieler 1, als auch Spieler 2 haben in beiden Situationen die Möglichkeit von der Gleichgewichtsstrategie abzuweichen. Die Möglichkeit abzuweichen stellt eine Drohung dar, da beide einen Anreiz haben ihr Angebot durchzusetzen.

### Teilspielperfektes Gleichgewicht
Damit das gefundene Gleichgewicht teilspielperfekt ist, muss ein Spieler indifferent sein zwischen der Auszahlung, die er zum Zeitpunkt {\displaystyle {\begin{aligned}t=0\end{aligned}}} bekommt, wenn er das Angebot annimmt und der Auszahlung die er in {\displaystyle {\begin{aligned}t=1\end{aligned}}} bekommen würde, wenn er das Angebot in {\displaystyle {\begin{aligned}t=0\end{aligned}}} ablehnen würde. Dies muss in jeder Periode bei beiden Spielern gelten. Teilspielperfektheit impliziert, dass auch in der 2. Periode bei {\displaystyle {\begin{aligned}t=1\end{aligned}}} Spieler 2 als Spieler mit seinen Geboten berücksichtigt wird, da dies ein neues Teilspiel darstellt.

#### Rückwärtsinduktion

##### Annahmen
Man nimmt an {\displaystyle {\begin{aligned}v\end{aligned}}} sei die Nutzenfunktion beider Spieler, die Zeit als Einschränkung in die Funktion mit Hilfe von Diskontfaktoren einbezieht. So wird {\displaystyle {\begin{aligned}v_{i}\end{aligned}}} beschrieben als :
- {\displaystyle {\begin{aligned}v_{i}=\delta _{i}^{t}s_{i}\end{aligned}}} für {\displaystyle {\begin{aligned}0\leq \delta \leq 1\end{aligned}}} für Spieler {\displaystyle {\begin{aligned}i=1,2\end{aligned}}} .

##### Lösung

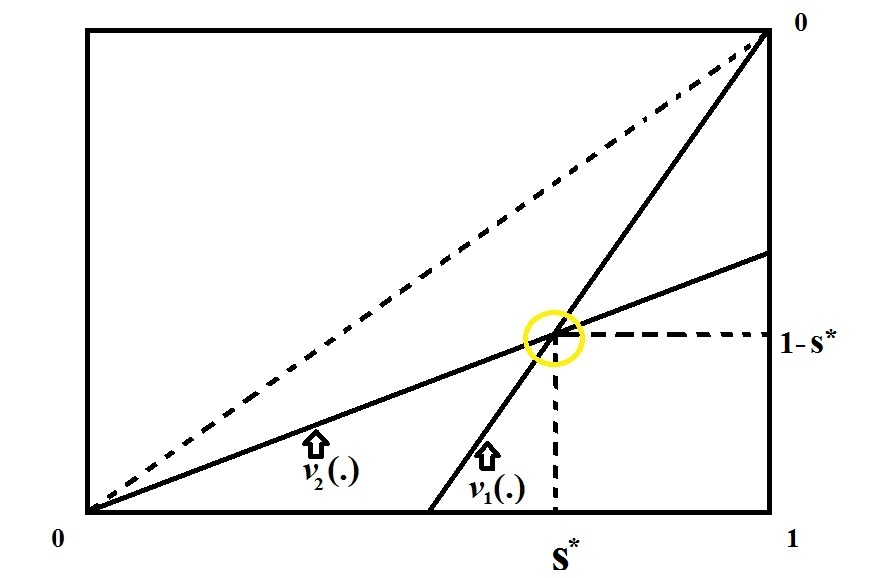
Teilspielperfekter Vertrag (Hier: Grafische Lösung durch Betrachtung der Indifferenzbeziehungen beider Spieler. Der Schnittpunkt der Nutzenfunktionen zeigt den teilspielperfekten Vertrag beider Spieler.)

Lösung per Rückwärtsinduktion: Es muss für die Spieler gelten, dass sie indifferent sind zwischen dem Angebot vom Gegenspieler in {\displaystyle {\begin{aligned}t=0\end{aligned}}} und dem eigenen Vorschlag in {\displaystyle {\begin{aligned}t=1\end{aligned}}} (gegeben wer "first-mover" der Verhandlung ist).
| Spieler 1                                                                                 | Spieler 2                                                                                         |
| ----------------------------------------------------------------------------------------- | ------------------------------------------------------------------------------------------------- |
| {\displaystyle {\begin{aligned}\delta _{1}^{t}s_{1}=\delta _{1}^{t+1}s_{2}\end{aligned}}} | {\displaystyle {\begin{aligned}\delta _{2}^{t}(1-s_{1})=\delta _{2}^{t+1}(1-s_{2})\end{aligned}}} |
| bzw. {\displaystyle {\begin{aligned}s_{1}=\delta _{1}s_{2}\end{aligned}}}                 | {\displaystyle {\begin{aligned}(1-s_{1})=\delta _{2}(1-s_{2})\end{aligned}}}                      |

Mit Hilfe der Gleichung lassen sich die Gleichgewichtswerte {\displaystyle {\begin{aligned}(s^{*},(1-s^{*})\end{aligned}}} für gleich große Diskontraten {\displaystyle {\begin{aligned}(\delta _{1}=\delta _{2}=\delta )\end{aligned}}} ermitteln (hier Spieler 1 "first- mover") :
- {\displaystyle {\begin{aligned}s^{*}=s_{1}={\frac {1-\delta }{1-\delta ^{2}}}={\frac {1}{1+\delta }}\end{aligned}}}

Sind die Spieler unterschiedlich geduldig, lautet der gleichgewichtige Vertrag (hier für Spieler 1):
- {\displaystyle {\begin{aligned}s^{*}=s_{1}={\frac {1-\delta _{2}}{1-\delta _{1}\delta _{2}}}\end{aligned}}}

#### Interpretation

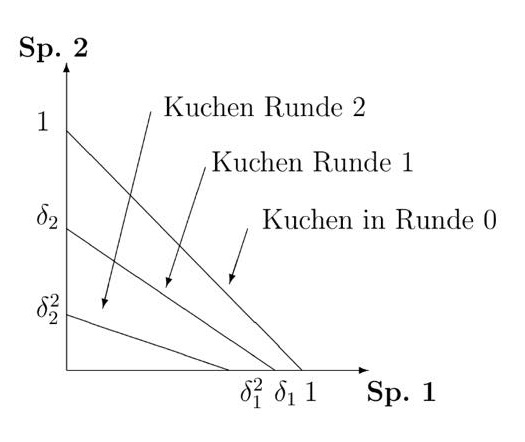
Einigungsdruck (Anteil am Kuchen schrumpft je länger die Verhandlung. Die Grafik zeigt gegeben der Diskontraten beider Spieler wie die Anteile der Spieler am Kuchen kontinuierlich fallen.)

Geduld spielt eine große Rolle bei der Frage welches Gleichgewicht erreicht wird und wie lange eine Verhandlung potentiell dauern kann. Sind beide Spieler unterschiedlich geduldig, d. h., sie haben eine unterschiedliche Präferenz über die Zeit. So wird jener Spieler, der eine höhere Diskontrate hat und damit auch geduldiger ist, bevorzugt.
Die folgenden Beispiele veranschaulichen den Effekt von Diskontfaktoren auf die Verhandlung:
Beispiel 1
Beginnt Spieler 1 mit einem Angebot {\displaystyle {\begin{aligned}s_{1}\end{aligned}}} , kann er davon ausgehen, dass Spieler 2 jedes {\displaystyle {\begin{aligned}s_{1}\end{aligned}}} annehmen wird bei einer Diskontrate von {\displaystyle {\begin{aligned}\delta _{2}=0\end{aligned}}} (Spieler 2 ist extrem ungeduldig), da Spieler 2 eine Zuteilung des Kuchens in der nächsten Periode nichts mehr Wert ist. Spieler 1 kann sogar den ganzen Kuchen für sich sichern, da Spieler 2 indifferent ist zwischen dem Zustand in der 1. Periode, in dem er keinen Anteil bekommt, und der nächsten, in dem ihm sein Anteil nichts mehr wert ist. {\displaystyle {\begin{aligned}s_{1}\end{aligned}}} abzulehnen stellt also eine leere Drohung des Spielers 2 dar. Obwohl Spieler 2 keinen Anteil am Kuchen bekommt, wird das teilspielperfekte Gleichgewicht erreicht. Dies veranschaulicht auch nochmal den Vorteil den man als "first- mover" hat, da auch wenn Spieler 1 ungeduldig wäre {\displaystyle {\begin{aligned}\delta _{1}\to 0\end{aligned}}}, könnte er bei einem extrem ungeduldigen Gegenspieler, den ganzen Kuchen für sich fordern und Spieler 2 würde annehmen.
Beispiel 2
Beginnt Spieler 1 mit einem Vorschlag {\displaystyle {\begin{aligned}s_{1}\end{aligned}}} , ist aber extrem ungeduldig {\displaystyle {\begin{aligned}\delta _{1}=0\end{aligned}}} , so kann er sich trotzdem einen Anteil von {\displaystyle {\begin{aligned}1-\delta _{2}\end{aligned}}} sichern (sofern {\displaystyle {\begin{aligned}\delta _{2}<1\end{aligned}}} ).
Teilspielperfektes Gleichgewicht:
{\displaystyle {\begin{aligned}s^{*}=s_{1}={\frac {1-\delta _{2}}{1-\delta _{1}\delta _{2}}}\end{aligned}}}
{\displaystyle {\begin{aligned}\Leftrightarrow s^{*}=s_{1}=1-\delta _{2}\end{aligned}}}
Auch hier zeigt sich, dass es ein Vorteil ist als "first- mover" in die Verhandlung zu gehen. Würde Spieler 2 beginnen, so tritt die Situation aus Beispiel 1 ein und Spieler 2 würde sich den gesamten Kuchen sichern.
Beispiel 3
Haben sowohl Spieler 1 als auch Spieler 2 dieselben Diskontraten (es gilt {\displaystyle {\begin{aligned}\Leftrightarrow \delta _{1}=\delta _{2}=\delta \end{aligned}}} ) und es gilt {\displaystyle {\begin{aligned}\delta \to 1\end{aligned}}}, so nähert sich das Verhandlungsergebnis der Gleichverteilung und das entspricht auch der Nash-Lösung, da das Spiel symmetrisch verläuft. Das bedeutet beide Spieler bekommen jeweils den halben Kuchen, also  {\displaystyle {\begin{aligned}(s^{*},(1-s^{*})=({\frac {1}{2}},{\frac {1}{2}})\end{aligned}}} .
Liegt die Diskontrate beider Spieler bei {\displaystyle {\begin{aligned}\delta <1\end{aligned}}} , so lohnt es sich wieder die Verhandlung als "first- mover" zu beginnen, da im Falle Spieler 1 beginnt {\displaystyle {\begin{aligned}(s^{*}>{\frac {1}{2}})\end{aligned}}} gelten würde. Spieler 1 kann sich also einen größeren Anteil am Kuchen sichern.

#### Risiko für Verhandlungsabbruch

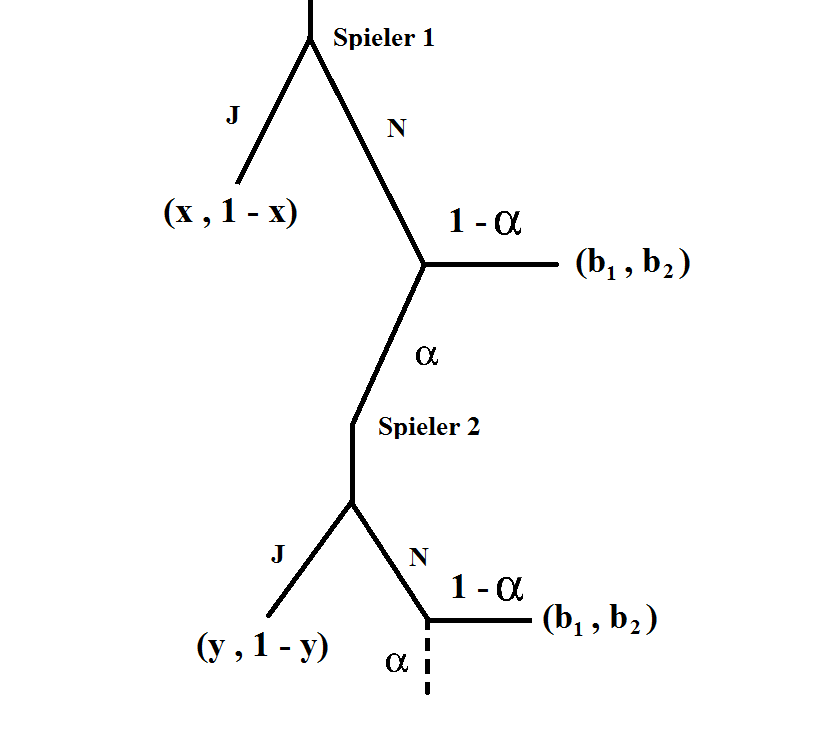
Risiko für Verhandlungsabbruch (Die Graphik zeigt das Rubinsteinverhandlungsspiel in Extensivform. Die Unsicherheit unter den Spielern über einen möglichen Abbruch der Verhandlung wird mit Hilfe von Wahrscheinlichkeiten dargestellt. Es werden die ersten beiden Perioden gezeigt; das Spiel kann potentiell unendlich lange andauern.)

Ungeduldige Spieler präferieren kurze Verhandlungen, da sie davon ausgehen, dass der Kuchen in Zukunft wertlos ist. Es besteht die Möglichkeit, dass ein Spieler im Zuge einer Verhandlung sein Interesse verliert und die Verhandlung unerwartet abbricht. Diese Abbruchswahrscheinlichkeit wird durch {\displaystyle {\begin{aligned}1-\alpha \end{aligned}}} ausgedrückt. Es wird also mit einer Wahrscheinlichkeit von {\displaystyle {\begin{aligned}\alpha \end{aligned}}} die Verhandlung fortgesetzt. Das Risiko eines Abbruchs übt einen hohen Einigungsdruck auf beide Spieler, sodass {\displaystyle {\begin{aligned}\delta _{1}=\delta _{2}=\delta \to 1\end{aligned}}} . Bricht die Verhandlung vorzeitig ab erhalten beide Spieler einen Anteil von {\displaystyle {\begin{aligned}(b_{1},b_{2})\end{aligned}}} , wobei {\displaystyle {\begin{aligned}0<b_{1}<x\end{aligned}}} (gleiches gilt für {\displaystyle {\begin{aligned}y\end{aligned}}} in der 2. Runde), bzw. {\displaystyle {\begin{aligned}0<b_{2}<1-x\end{aligned}}} . Kommt es zur Einigung in der 1. Runde erhält Spieler 1 eine Auszahlung von {\displaystyle {\begin{aligned}x\end{aligned}}} , bzw. Spieler 2 {\displaystyle {\begin{aligned}1-x\end{aligned}}}. Die gleichgewichtige Auszahlung hängt nicht mehr nur von der Geduld der Spieler ab, sondern von den Möglichkeiten, die sich außerhalb der Verhandlung entwickeln und dazu führt, dass eine Verhandlung abgebrochen wird.